# Schlumbergera russelliana
Schlumbergera russelliana ist eine Pflanzenart in der Gattung Schlumbergera aus der Familie der Kakteengewächse (Cactaceae). Das Artepitheton russelliana ehrt den englischen Politiker und Pflanzenliebhaber John Russell.

## Beschreibung
Schlumbergera russelliana wächst epiphytisch mit reich verzweigten Trieben. Die ovalen bis verlängerten Triebabschnitte sind 1 bis 3,8 Zentimeter lang und 0,8 bis 2 Zentimeter breit. In ein oder zwei Einkerbungen an den Rändern befinden sich Areolen mit ein oder zwei Borsten.
Die Areole an der Triebspitze ist linealisch, zusammengesetzt und mit einigen hellen Borsten bedeckt.
Die hängenden, etwas glockenförmigen, rosafarbenen Blüten sind radiärsymmetrisch. Sie sind bis zu 5 Zentimeter lang und erreichen Durchmesser von 3 bis 4 Zentimeter. Die kaum sichtbare Blütenröhre vermittelt den Eindruck also ob zwei Blüten aufeinandergesteckt wären. Das grüne Perikarpell ist vier- oder fünfkantig. Die kugelförmigen bis etwas abgeflachten Früchte sind grünlich gelb und vier- oder fünfflügelig.

## Verbreitung, Systematik und Gefährdung
Schlumbergera russelliana ist in Brasilien im Bundesstaat Rio de Janeiro in Höhenlagen von 1400 bis 2100 Metern verbreitet.
Die Erstbeschreibung als Epiphyllum russellianum wurde 1839 von William Jackson Hooker veröffentlicht. Nathaniel Lord Britton und Joseph Nelson Rose stellten die Art 1913 in die Gattung Schlumbergera. Ein weiteres nomenklatorisches Synonym ist Phyllocactus russellianus (Hook.) Salm-Dyck (1845).
Ein taxonomisches Synonym ist unter anderem Schlumbergera epiphylloides Lem. (1858, nom. illeg. ICBN-Artikel 52.1), die Typusart der Gattung Schlumbergera.
In der Roten Liste gefährdeter Arten der IUCN wird die Art als „Endangered (EN)“, d. h. als stark gefährdet geführt.

## Nachweise